# Presbytère de l'église catholique de Gustavia
Le presbytère de l'église catholique date de 1822. Il est situé à Gustavia dans l'île de Saint-Barthélemy. Le bâtiment comprenant la terrasse maçonnée, les emmarchements, les bâtiments annexes et les jardins sont protégés au titre des Monuments historiques.

## Historique
Ce presbytère fait l’objet d’une inscription au titre des monuments historiques depuis le 28 mars 2002.